# 사카구치 코이치
사카구치 코이치(일본어: 坂口 候一 さかぐち こういち[*], 1968년 2월 10일 ~ )는 일본의 남자성우다. 81 프로듀스 소속 토쿄도 출신이다.

## 출연작

### 애니메이션
1999년
- 붕붕차차 (테리)

2012년
- 다마고치! 유메키라 드림 (오케이치)

2013년
- 다마고치! 미라클 프렌즈 (오케이치)

2014년
- GO-GO 다마고치! (오케이치)

### 특촬물
2001년
- 백수전대 가오레인저 (야바이바)